# Til (Erzinjane)
Til (em armênio: Թիլ; romaniz.: T‛il) é uma vila da província de Erzinjane, na Turquia.

## Vida
Historicamente, Til localizava-se no norte do rio Eufrates, no distrito de Acilisena, na província da Alta Armênia do Reino da Armênia. Fausto, o Bizantino refere-se variadamente a ela como vila e cidade, o que impossibilidade determinar seu tamanho na Antiguidade. De acordo com Agatângelo, foi o sítio do templo da deusa Nane, que foi chamada Atena por Moisés de Corene. Após a destruição do templo por Gregório, o Iluminador, foi concedida à sua família (gregóridas) como uma das propriedades da Igreja. No século IV, foi o local de sepultamento dos patriarcas Aristácio I e Narses I, o Grande.